# Бирзею
Бирзею (рум. Bârzeiu) — село у повіті Горж в Румунії. Входить до складу комуни Берлешть.
Село розташоване на відстані 201 км на захід від Бухареста, 31 км на схід від Тиргу-Жіу, 70 км на північ від Крайови.

## Населення
За даними перепису населення 2002 року у селі проживали 200 осіб, усі — румуни. Усі жителі села рідною мовою назвали румунську.